# Friedrich Kiel

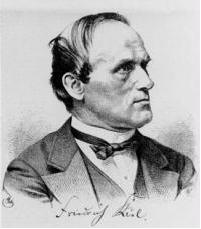
Friedrich Kiel

Friedrich Kiel, född den 8 oktober 1821 nära Siegen, Westfalen, död den 13 september 1885 i Berlin, var en tysk tonsättare.
Kiel försökte sig redan tidigt i pianospel och komposition på egen hand samt fick sedermera undervisning i teori av Kummer i Koburg (1838-39). 1842-44 övade han sig i de strängaste kontrapunktiska arbeten hos Dehn i Berlin, där han senare blev kompositionslärare, 1866 vid Sternska konservatoriet (med professors titel från 1868) och 1870 vid den nyinrättade högskolan för musik. Som lärare åtnjöt Kiel högt anseende, varom många elever (bland andra svenskarna Jacob Adolf Hägg, Vilhelm Svedbom och Emil Sjögren) burit vittne.
Som tonsättare vann han rykte som en bland samtidens mest framstående i den klassiska stilen dels genom sina många större och smärre orkester-, kammarmusik-, piano- och violinkompositioner, dels och i synnerhet genom sina kyrkliga verk, bland vilka oratoriet Christus (uppfört 1874; i Uppsala 1895, i Stockholm 1896) samt de båda Requiem (1862 och 1881) anses efter Mendelssohns och Cherubinis vara de förnämsta i sitt slag i strängt kyrklig stil. Han skrev även en Missa solemnis, ett Stabat mater, ett Te deum, oratoriet Der Stern von Bethlehem med mera.